# Stazione di Ozieri-Fraigas
La stazione di Ozieri-Fraigas, già stazione di Ozieri ed in seguito stazione di Fraigas, è una fermata ferroviaria (chiusa al pubblico) situata nella frazione ozierese di Fraigas, posta lungo la ferrovia Cagliari-Golfo Aranci.

## Storia
L'impianto fu realizzato come stazione negli anni settanta dell'Ottocento, durante la fase di costruzione della linea tra Cagliari e Golfo Aranci, col fine di dotare la città di Ozieri di una stazione ferroviaria dall'accesso più agevole rispetto a quella inaugurata nel 1874. I lavori, realizzati dalla Compagnia Reale delle Ferrovie Sarde, che dell'impianto fu il primo gestore, vennero conclusi nel 1878: l'impianto fu inaugurato il 21 dicembre di quell'anno, con l'apertura al traffico del tronco ferroviario tra la vecchia stazione di Ozieri (ribattezzata nell'occasione stazione di Chilivani) e la nuova, che prese appunto il nome del centro logudorese.

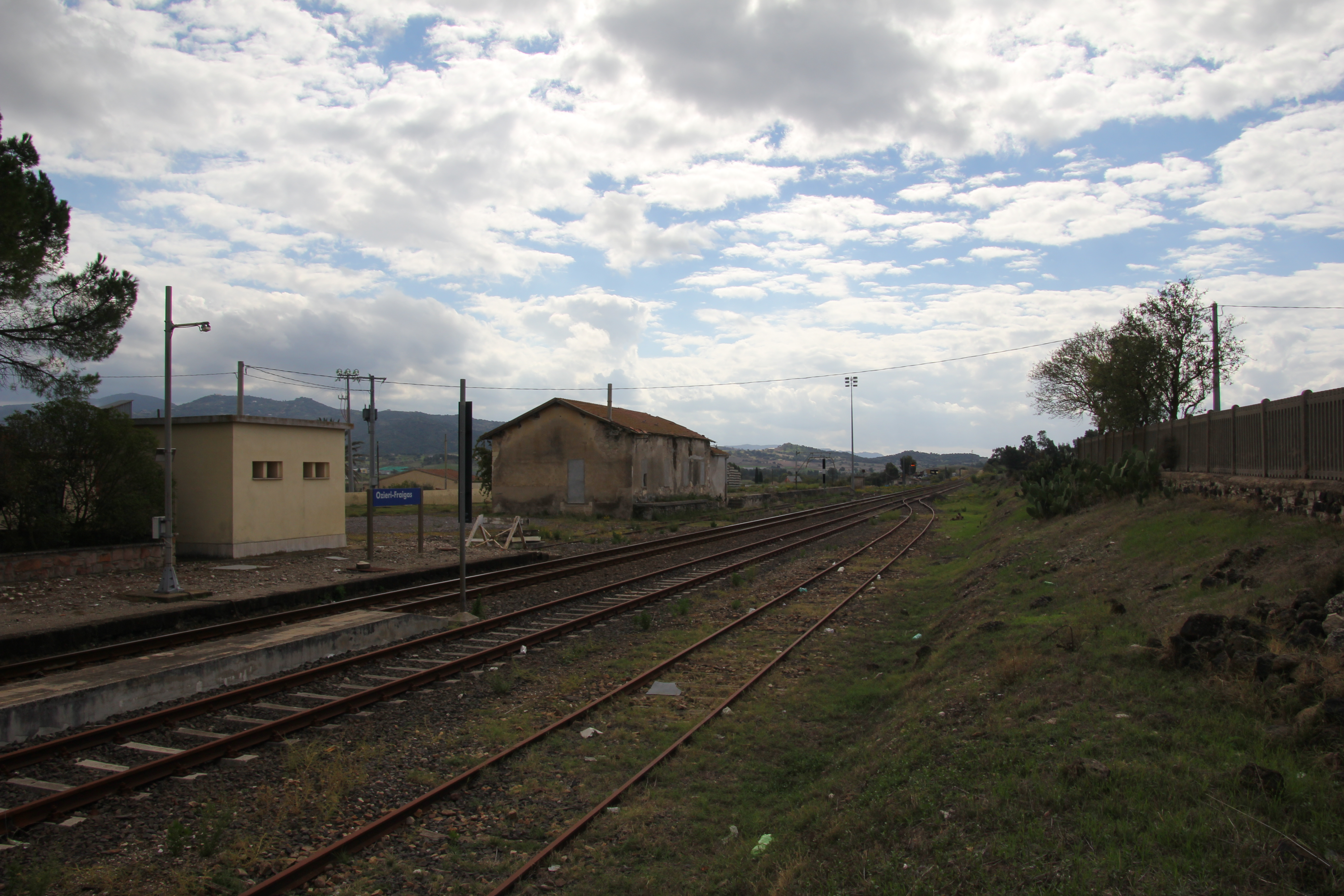
I binari due e tre dell'impianto, la cui dismissione nel 2006 trasformò la stazione in fermata.

La stazione di Ozieri mantenne tale denominazione sino al 1891, quando lo scalo fu ribattezzato in stazione di Fraigas, dopo che a ridosso dell'abitato di Ozieri fu inaugurata una nuova stazione, la terza in ordine cronologico a portare il nome di stazione di Ozieri, lungo la ferrovia a scartamento ridotto Tirso-Chilivani.
La stazione passò nel 1920 alla gestione delle Ferrovie dello Stato (titolari dell'impianto dal 2001 tramite la controllata RFI). Sotto questa gestione l'impianto di Fraigas fu ribattezzato col nome di Ozieri-Fraigas a metà degli anni ottanta; inoltre nel 2006 vennero dismessi tutti i binari della stazione tranne quello di corsa, trasformando lo scalo in una fermata. 
Nel corso degli anni il numero di corse al servizio della fermata andò progressivamente calando, sino ad arrivare ad una prima soppressione del servizio viaggiatori nell'impianto negli anni duemila. Riattivata una coppia di corse in periodo estivo nell'estate 2007, lo scalo fu di nuovo disabilitato al traffico passeggeri a partire dal 10 settembre 2007. Da allora la fermata di Ozieri-Fraigas è attiva come località di servizio.

## Strutture e impianti

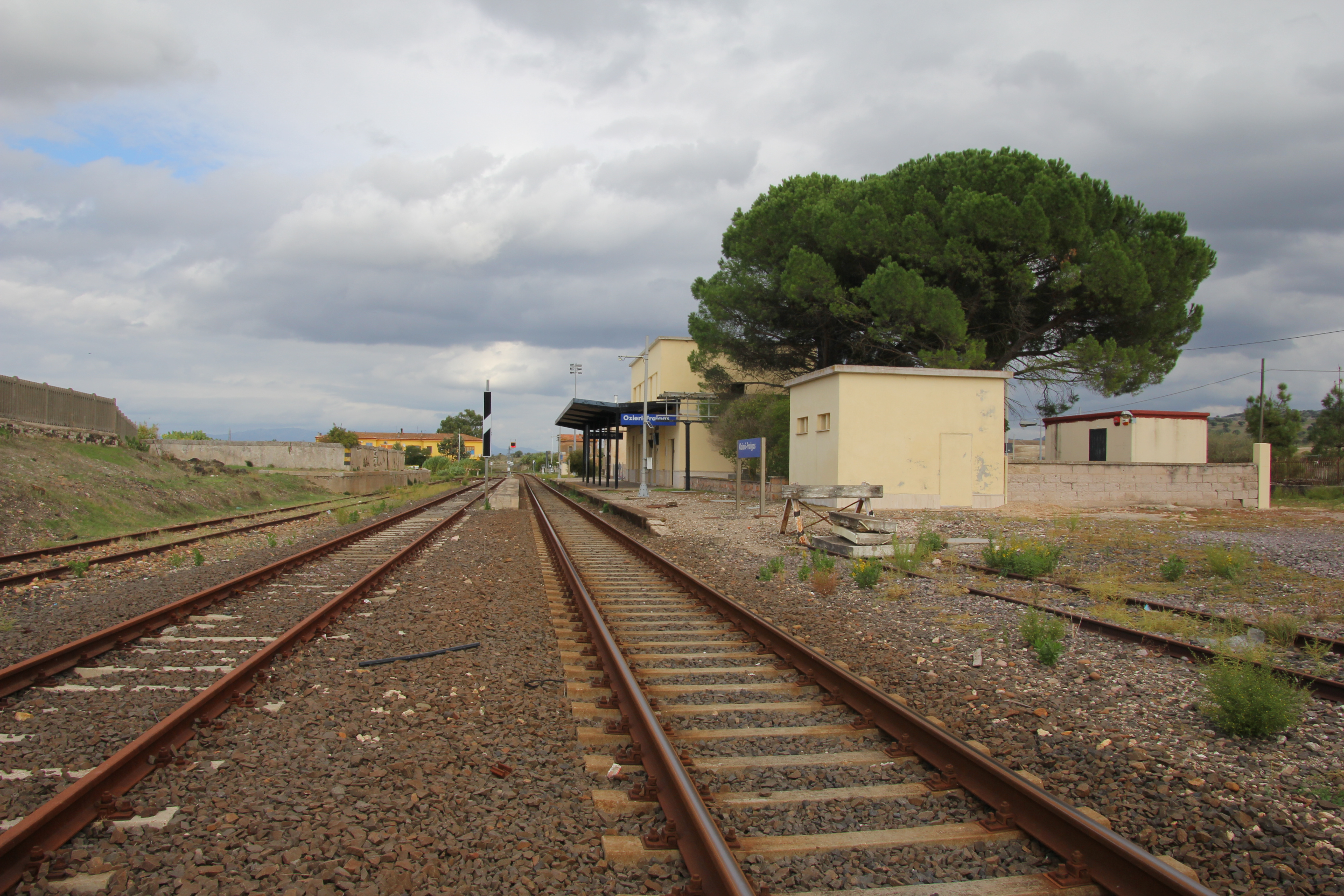
Il binario uno, in primo piano, è il solo attivo nella fermata. Sulla sinistra si notano i binari di incrocio dismessi e sulla destra l'ex scalo merci.

La fermata di Ozieri-Fraigas, impresenziata, è dotata del solo binario di corsa, a scartamento ordinario (1435 mm), residuo del fascio binari presente in stazione sino al 2006, composto anche da un secondo binario, passante, e da due tronchini, uno a ovest dei binari uno e due ed uno terminante a sud del fabbricato viaggiatori, nell'area dello scalo merci dell'impianto. Tutti questi binari sono rimasti installati nell'impianto, seppure con i deviatoi di accesso smantellati.
Ad est del binario uno si trovano gli edifici dello scalo: il maggiore è il fabbricato viaggiatori, chiuso al pubblico, a pianta rettangolare e con sette luci di apertura sul lato binari, formato da una parte centrale estesa su due piani più corpi laterali che si sviluppano sul solo piano terra. A nord dello stesso si trovano una palazzina a due piani e, subito dopo un passaggio a livello sulla SS 132, i resti di una casa cantoniera, mentre a sud sono collocati il piccolo edificio dei servizi igienici ed altri due locali di servizio.

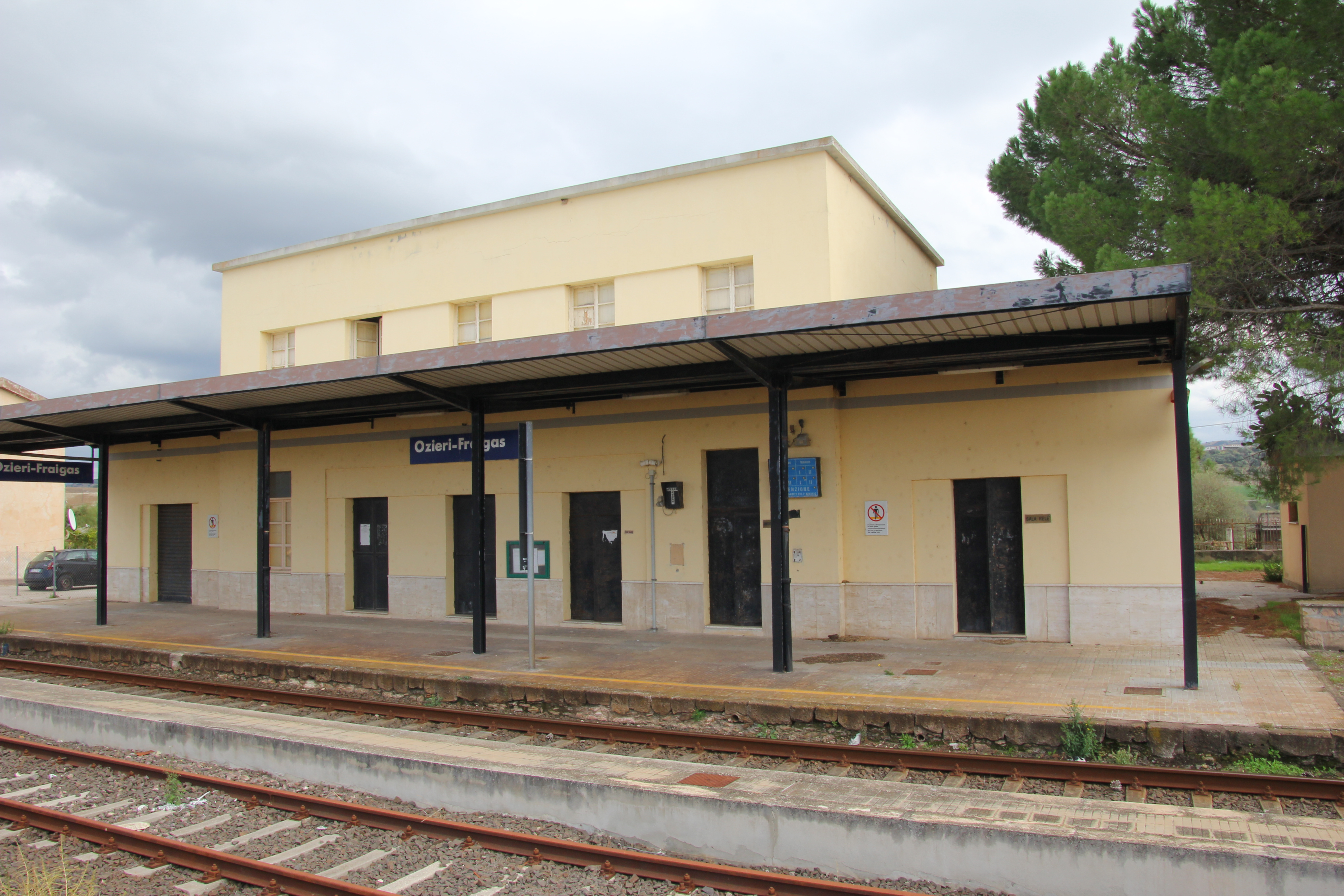
Il fabbricato viaggiatori visto dal lato binari.

Sempre in quest'area aveva sede lo scalo merci dell'impianto, di cui permangono il magazzino merci ed un piano caricatore, affiancato ad uno dei binari tronchi.

## Movimento
Servito in passato dai convogli delle Ferrovie dello Stato ed in seguito di Trenitalia, l'impianto è disabilitato al servizio viaggiatori dal 2007 e nessun convoglio vi effettua sosta.